# Bubba Smith
Bubba Smith (Beaumont, 28 de fevereiro de 1945 – Los Angeles, 3 de agosto de 2011) foi um jogador profissional de futebol americano e ator estadunidense.

## Carreira
Smith foi campeão da temporada da NFL de 1970 jogando pela equipe do Baltimore Colts, atualmente chamada de Indianapolis Colts.
Smith também foi um dos principais atores da série de filmes Loucademia de Policia, atuando do primeiro ao sexto filme da série como o Tenente Moses "Jamanta" Hightower.

## Morte
O ator Bubba Smith foi encontrado morto em sua casa em Los Angeles por seu cuidador em 3 de agosto de 2011. Ele morreu de intoxicação aguda e doenças cardíacas. Fentermina, uma droga para perda de peso, foi encontrada em seu sistema. Seu coração pesava mais que o dobro de um coração humano médio. Ele tinha 66 anos de idade.